# Spockův mozek
Spockův mozek (v anglickém originále Spock's Brain) je první díl třetí řady seriálu Star Trek. Premiéra epizody v USA proběhla 20. září 1968, v České republice 9. května 2003.

## Příběh
Hvězdného data 5431.4 hvězdná loď USS Enterprise NCC-1701 vedená kapitánem Jamesem Kirkem objevuje ve vesmíru neznámé plavidlo využívající pokročilý iontový pohon. Ještě než stihnout plavidlo důkladněji prozkoumat, objevuje se na můstku cizí žena, která ovladačem na zápěstí omráčí posádku celé lodi. Při probuzení volá Dr. McCoy kapitána Kirka na ošetřovnu, protože zde leží pan Spock. Doktor konstatuje, že mu byl vyoperován mozek a kapitán má 24 hodin, aby jej znovu získal, jinak jeho tělo zemře.
Při sledování iontové stopy pan Sulu přivede loď k systému šesti planet, které mají vhodnou atmosféru pro život a jsou obydlené. Kapitán vybírá nejzaostalejší nacházející se v úrovni doby ledové, kde byl zachycen zvláštní zdroj energie, protože všechny planety systému nejsou na dostatečné technologické úrovni pro vytvoření předvedené techniky. Při transportu na povrch je výsadek napaden barbarským kmenem. Když je výsadek zastraší phasery, jeden upadne a nestihne utéct. Kirk od něj zjišťuje, že na planetě kromě nich žijí ještě „ti druzí“, kteří barbarským mužům dávají bolest a rozkoš. Opodál výsadek objevuje past, kterou nastražili ti druzí na barbary, aby jich několik polapili. Kirk přivolává Dr. McCoye, který ovládá Spockovo tělo dálkovým ovládáním a spolu s vrchním inženýrem Scottem se vydávají do pasti, zatímco poručík Čechov zůstává s dalšími muži na povrchu. Past je výtah, který zaveze kapitána s doprovodem do útrob planety, kde na ně čeká mladá žena. Než stihne použít náramek, Kirk jí omráčí phaserem. McCoy trikordérem zjišťuje, že její mysl je asi na úrovni malého dítěte a není schopna zodpovědět jejich otázky. Záhy je celý výsadek zajat.
Při probuzení stojí před komisí složenou z žen využívající barbarských mužů jako otroků. Kirk poznává ženu, která byla na Enterprise, ale ta si tento incident vůbec nepamatuje a McCoy opět zjišťuje, že není ve stavu vývoje, aby dokázala provést operaci vulkánského mozku, neb ani neví, co to mozek je. Později se jim daří uniknout z vazby a přes komunikátor nachází místnost se Spockovým mozkem, který ženy využívají jako správce, který řídí jejich podzemní komplex a zajišťuje jim přežití. Tam je ovšem hlavní kněžka, která opět všechny srazí na zem pomocí přístroje na zápěstí. Za použití dálkového ovládání Kirk přiměje Spockovo tělo, aby jim vypnulo opasky působící bolest. Kapitán a jeho muži se pak dozvídají, že zdejší rasa silně degradovala, namísto aby se vyvíjela a když potřebují nějakou vyšší znalost, použití učitele – helmu poskytující znalost předků po dobu tří hodin. Kněžka však odmítne naučit se znalost operace mozku a vrátit Spockovi, co mu patří, protože by obyvatelé komplexu bez něj nepřežili. Nakonec se pro toto rozhoduje Dr. McCoy. Po použití učitele mu přijde zákrok jako banalita a pouští se do operace. Znalost mu však nevydrží dostatečně dlouho a začíná zapommínat. Konec operace musí dokončit za instrukcí pana Spocka, který již může, prostřednictvím svého těla, mluvit.
Po skončení operace Spock sáhodlouze objasňuje, že předchozí civilizace ukryla ženy do podzemí před dobou ledovou a muži zůstali na povrchu. Později vznikl rozkol a tak celá populace začala degradovat. Když jeho proslov nezná konce, doktor pronese, že mu neměl připojovat k mozku ústa. Společně pak planetu opouští.